# 쑤웨이전
쑤웨이전(蘇偉貞, 1954년 7월 16일 ~ )은 타이완의 작가이자 교육인, 편집장이다.
1954년 타이완 타이난시에서 태어났으며, 본적은 광둥성 판위이다. 정치작전대학(政治作戰學校) 연극영화과를 나온 뒤, 홍콩대학에서 중문학으로 석·박사 학위를 받았다. ≪연합신문(聯合報)≫ 칼럼 ‘독서인(讀書人)’의 주편을 거쳐, 타이완 국립성공대학(國立成功大學) 중문과 교수로 재직 중이다. 1979년 ≪연합신문≫에 첫 번째 소설 ≪그와 잠시간의 동행(陪他一段)≫을 발표해 섬세한 필치와 생기발랄한 언어 구사로 문단의 주목을 받았다. 현재 타이완의 청장년을 대표하는 작가로 손꼽힌다.
작품 초기에는 남녀 간의 사랑을 다룬 작품을 주로 썼으나, 차츰 광범위한 제재를 망라해 현대사회의 축소판을 그려 보였다. 또한 인간 심리 묘사에도 탁월하여 많은 독자들의 사랑을 받고 있다.
쑤웨이전은 소설과 산문 부문으로 ≪연합신문≫, ≪중국시보(中國時報)≫, ≪중앙일보(中央日報)≫, ≪중화일보(中華日報)≫ 등에서 입상을 하였으며 국군문예의 황금사자상 등을 수상하기도 하였다. 희곡과 편집 부문에서도 여러 차례 수상을 했다. 대표작으로는 소설집 ≪그와 함께 한 시절(陪他一段)≫을 비롯해 ≪홍안은 이미 늙어(紅顏已老)≫, ≪열의 소멸(熱的絕滅)≫, ≪퉁팡을 떠나며(離開同方)≫, ≪옛 사랑(舊愛)≫ 등이 있다. 이 외에도 중국 여류 작가 장아이링(張愛玲)의 말년에 서신을 교환하며 문학에 대한 의견을 나누던 내용을 엮어 책으로 출간, 세간의 큰 관심을 받기도 했다.